# Chetali
I chetali sono composti organici ottenuti per reazione di un chetone con un alcool. Assumono particolare importanza nella chimica dei carboidrati e come gruppi protettivi in sintesi organica. Ad esempio, nella sintesi dell'acido L-ascorbico a partire da L-sorbosio si utilizza acetone per produrre un chetale ciclico che permetta una successiva ossidazione dell'atomo di carbonio specifico (quello 1). I chetali, secondo la moderna definizione IUPAC, rappresentano una sottocategoria degli acetali.

## Meccanismo di formazione
La reazione avviene in ambiente acido, con il gruppo chetonico -(CO)- che reagisce col gruppo alcolico -OH:
- Il protone si lega all'ossigeno carbonilico protonandolo:

```
   R'            R'
   |             |
 R-C=O + H
+
 

  

    

      

        
⇄

      

    

    
{\displaystyle \rightleftarrows }

  

 R-C=O
+
H
```

- Il chetone protonato è in risonanza con il carbocatione:

```
  R'         R'
  |          |
R-C=O
+
H 

  

    

      

        
↔

      

    

    
{\displaystyle \leftrightarrow }

  

 R-C
+
-OH
```

- A questo punto il carbocatione subisce un attacco nucleofilo da parte dell'ossigeno dell'alcool, che assume una carica positiva:

```
  R'                 R'H
  |                  | |
R-C
+
-OH + R"-OH 

  

    

      

        
⇌

      

    

    
{\displaystyle \rightleftharpoons }

  

 R-C-O
+
R"
                     |
                     OH
```

- L'ossigeno attira a sé gli elettroni del legame con l'idrogeno, determinandone la rottura e la conseguente liberazione di un protone:

```
  R'H         R'
  | |         |
R-C-O
+
R" 

  

    

      

        
⇄

      

    

    
{\displaystyle \rightleftarrows }

  

 R-C-OR" + H
+

  |           |
  OH          OH
```

- Il composto ottenuto, formatosi per reazione con una molecola di alcool, costituisce un emichetale[2] (o semichetale) suscettibile ad altro attacco elettrofilo da parte di un protone:

```
  R'               R'
  |                |
R-C-OR" + H
+
 

  

    

      

        
⇄

      

    

    
{\displaystyle \rightleftarrows }

  

  R-C-OR"
  |                |
  OH               O
+
H
                   H
```

- La molecola formatasi è instabile e tende a eliminare acqua formando un nuovo carbocatione:

```
  R'         R'
  |          |        
R-C-OR" 

  

    

      

        
⇄

      

    

    
{\displaystyle \rightleftarrows }

  

 R-C
+
-OR" + H
2
O
  |
  O
+
H
  H
```

- A questo carbocatione, in presenza di eccesso di alcool, si addizionerà una seconda molecola di alcool formando il chetale finale:

```
  R'                  R'  
  |                   |
R-C
+
-OR" + R"-OH 

  

    

      

        
⇄

      

    

    
{\displaystyle \rightleftarrows }

  

 R-C-OR" (chetale protonato)
                      |
                      O
+
R"
                      H
  R'          R' 
  |           | 
R-C-OR" 

  

    

      

        
⇌

      

    

    
{\displaystyle \rightleftharpoons }

  

 R-C-OR" + H
+

  |           |
  O
+
R"        OR"
  H
```